# Joachim Kortüm
Joachim Kortüm (* 16. Februar 1898 in Stettin; † 21. Oktober 1982 in München) war ein deutscher Offizier der Luftwaffe der Wehrmacht während des Zweiten Weltkriegs.

## Leben
Nach Beginn des Ersten Weltkriegs trat er am 4. November 1914 in das kaiserliche Heer ein und diente in der Infanterie. Dort erhielt er am 12. Juli 1915 seine Beförderung zum Leutnant und wechselte am 24. Juli 1916 zur Fliegertruppe, wo er eine Flugzeugführerausbildung in der Fliegerersatz-Abteilung 5 aufnahm. Nach Abschluss seiner Ausbildung diente er in der Artillerieflieger-Abteilung 216 und anschließend im Stab des Kommandierenden Generals der Luftstreitkräfte. Ab dem 17. März 1918 flog er in der Jagdstaffel 10 (Jasta 10), die zum Jagdgeschwader 1 gehörte, bevor er am 11. April 1918 in die Flieger-Abteilung A 242 wechselte.
Nach Kriegsende wurde er entlassen und wechselte als Oberleutnant zur Polizei, wo er zum 1. Mai 1933 der NSDAP beitrat (Mitgliedsnummer 2.826.448).
Am 11. November 1934 ging er als Hauptmann zur Luftwaffe und diente als Flugkapitän in der Höhenflug-Zentrale des Deutschen Flugwetterdienstes in Lechfeld. Am 1. Januar 1935 übernahm er als Leiter die Fliegertechnische Schule in Berlin und erhielt dort am 1. August die Beförderung zum Major. Anschließend wechselte er am 1. Januar 1936 als Staffelkapitän der 8. Staffel zum Kampfgeschwader 253, bevor er am 1. Februar 1937 die I. Gruppe des Kampfgeschwaders 254 als Gruppenkommandeur führte. Dort erreichte ihn am 1. Januar 1938 die Beförderung zum Oberstleutnant, bevor er am 1. April 1938 im Reichsluftfahrtministerium (RLM) als Gruppenleiter und Abteilungs-Chef im Luftwaffen-Personalamt diente. Danach, ab dem 1. Juli übernahm er als Chef die Abteilung 2 in der Luftwaffen-Wehramtsgruppe, wo er am 1. August 1940 zum Oberst befördert wurde. Später, ab dem 1. August 1943 übte er dann das Amt eines Kommandanten des Flughafenbereichs 19/XI aus und erhielt dort am 1. März 1944 seine Beförderung zum Generalmajor. Anschließend übernahm er ab dem 19. Januar 1945 die Aufgaben eines Kommandierenden Generals und Inspekteur des Luftwaffen-Helferinnen-Korps, bevor er am 28. April General z.b.V. bei der Luftflotte 4 wurde. Dort geriet er am 1. Mai, vor der bedingungslosen Kapitulation der Wehrmacht, in US-Kriegsgefangenschaft aus der er am 3. März 1947 wieder entlassen wurde.